# Гейл, Энтони
Энтони Гейл (17 сентября 1782, Дублин, Ирландия — 12 декабря 1843, Стэнфорд, Кентукки, США) — четвёртый комендант корпуса морской пехоты США, единственный комендант, уволенный с поста. О нём сохранилось меньше всего записей, чем о других комендантах. Он остаётся единственным комендантом, место захоронения которого неизвестно и портрет или любое изображение которого не сохранились.

## Биография
Дата рождения Гейла остаётся предметом споров. По разным сообщениям он родился в 1761 году или 17 сентября 1782 в Дублине. 26 июля 1798 года он вступил в ряды морской пехоты в звании второго лейтенанта. О неё упоминается в письме от 23 октября 1838 года, направленном президенту США Мартину ван Бюрену. «Военный, которого я принял, когда мне было 19 лет, родился примерно в 1779—1780 году».
Гейл родился в Ирландии в семье Энтони Гейла и Энн Делэй. 15 июня 1708 года он изъявил желание стать гражданином США и завершил процесс натурализации 27 ноября 1801 года. В Ирландских земельных записях встречается имя его матери Энн Делэй, что даёт основание предполагать, что Гейл родился в округе Квин, впоследствии переименованным в округ Лаоис.
4 ноября 1800 года Гейл вступил в брак с Кэтрин Суоп в округе Камберленд, штат Пенсильвания. Супруги поселились в г. Филадельфия и родили троих детей: Амелию, прожившую всего четыре недели, сына Вашингтона Энтони и дочь Эмили. Оба дожили до взрослых лет.
В начале своей морской карьеры Гейл участвовал в боях с французами, берберскими пиратами, британцами. Он стал офицером флота США. Гейл, рассерженный недостойным обращением с часовым-морским пехотинцем участвовал в дуэли, на которой убил флотского лейтенанта Ален Маккензи. Этот инцидент был воспринят как оскорбление корпуса, но впоследствии комендант корпуса Уильям Барроус одобрил поведение Гейла, как защиту чести корпуса. Впоследствии Гейл принял «деятельное и доблестное участие» в ходе осады Форта Маккенри во время войны 1812 года.
Дальнейшее повышение по службе проходило с трудом. В 1815 году во время командования в Филадельфии он участвовал вместе с комендантом корпуса Фрэнклином Уортоном в строительстве казарм. Уортон был обвинён в растрате средств, выделенных для проекта и в свою очередь обвинил Гейла в строительстве экстравагантных квартир для офицеров. Гейл ответил, что ему не выдали планов строительства и Уортон знал, что было сделано. Судебное следствие очистило Гейла от обвинений, но ему в итоге пришлось занять менее престижный пост в Новом Орлеане где он по предположениям страдал от мании преследования и начал сильно пить.
Гейл, временно повышенный в звании до майора после смерти Уортона 1 сентября вступил в борьбу за его пост, несмотря на наличие нескольких старших по званию офицеров. К тому времени в рядах корпуса были только подполковник и два майора. Подняться в звании можно было только после смерти или отставки вышестоящего офицера. После смерти Уортона началась борьба за его пост.
Майор Сэмюэль Миллер, адъютант и инспектор главного штаба корпуса предупредил военно-морского министра Бенджамина Уильямса о смерти Уортона и спустя два дня, считая, что он и займёт пост коменданта, решил исполнять обязанности коменданта пока не будет назначен новый комендант. Временно повышенный в звании майор Арчибальд Хендерсон решил, что он как старший по званию офицер должен стать и. о. коменданта. Хендерсон также дал откровенную характеристику Гейла новому министру ВМС Смиту Томпсону. Пытясь очернить Гейла Хендерсон и Миллер в феврале 1819 года участвовали в следственной комиссии, которая вновь подняла старые обвинения, выдвинутые против Гейла во время его службы в Филадельфии. Однако, во время дачи показаний Хендерсону пришлось признать, что его сведения о служебных проступках Гейла основаны на слухах. Миллеру также не удалось представить доказательства из первых рук о нарушениях Гейла. После того, как судебная комиссия во второй раз очистила Гейла от обвинений Гейл, отслужив 21 год, стал старшим офицером и 3 марта 1819 года стал подполковником-комендантом, завершив шестимесячный период отсутствия лидера корпуса.
Вскоре после того как Гейл принял пост Арчибальду Хендерсону удалось через его голову направить письмо военно-морскому министру Смиту Томпсону с просьбой перейти под руководство генерала Эндрю Джексона, занимавшего пост военного губернатора Флориды. Вскоре возникли прямые проблемы с министром Томпсоном, который часто отменял приказы Гейла. В итоге 8 августа 1820 года Гейл представил письмо, где проанализировал надлежащее распределение функций между министром и комендантом, указывая на невозможность исполнять обязанности на своём посту. Также предполагается, что он начал сильно пить в это время. Через восемь дней Гейл был предупреждён, что министр в одностороннем порядке предоставил четырёхнедельный отпуск капитану морской пехоты и временно приостановил другой его приказ по отправке другого капитана на Средиземное море. Две недели спустя 29 августа Гейл был арестован и предстал перед военным судом.
Обвинения против Гейла были выдвинуты 11 сентября 1820 года. Первое состояло в том, что Гейл появился пьяным на публике в Вашингтоне в течение шести дней в августе, в том числе 31 августа через два дня после своего ареста. Второе — в поведении недостойном офицера и джентльмена. Это обвинение включало три статьи. Первое — Гейл посетил дом терпимости близ казарм морской пехоты «открыто и позорным образом» 31 августа. Второе — 1 сентября, когда он уже находился под арестом назвал лейтенанта Ричарда М. Деша, казначея Корпуса и сына конгрессмена Джозефа Деша от штата Кентукки (который ранее обвинял Гейла в растрате) «проклятым мошенником, лжецом и трусом» и угрожал немедленно подвергнуть его дисциплинарному взысканию, пока он не вызовет и не сразиться с ним. Третье: объявил перед казармами морской пехоты, что «ему наплевать на президента, Иисуса Христа или Бога Всемогущего!» Третье обвинение, что Гейл подписал фальшивый сертификат…